# Вилмингтон (Њујорк)
Вилмингтон (енгл. Wilmington) насељено је место без административног статуса у америчкој савезној држави Њујорк.

## Демографија
По попису из 2010. године број становника је 937.
| Група             | 2000.    | 2010.       |
| Белци             | 0 (0,0%) | 911 (97,2%) |
| Афроамериканци    | 0 (0,0%) | 2 (0,2%)    |
| Азијати           | 0 (0,0%) | 6 (0,6%)    |
| Хиспаноамериканци | 0 (0,0%) | 10 (1,1%)   |
| Укупно            | 0        | 937         |